# Grewia tenax
Grewia tenax is een plantensoort uit de kaasjeskruidfamilie (Malvaceae). De soort komt voor in Afrika, van de Sahara tot in Tanzania en Zuid-Afrika, op het Arabisch schiereiland, in Iran en Afghanistan en op het Indisch subcontinent. Het is een struik die een hoogte van 2 meter kan bereiken. De struik groeit voornamelijk in droge boslanden en in struikgewas in halfwoestijnen.